# پلئاس و ملیزاند (اپرا)

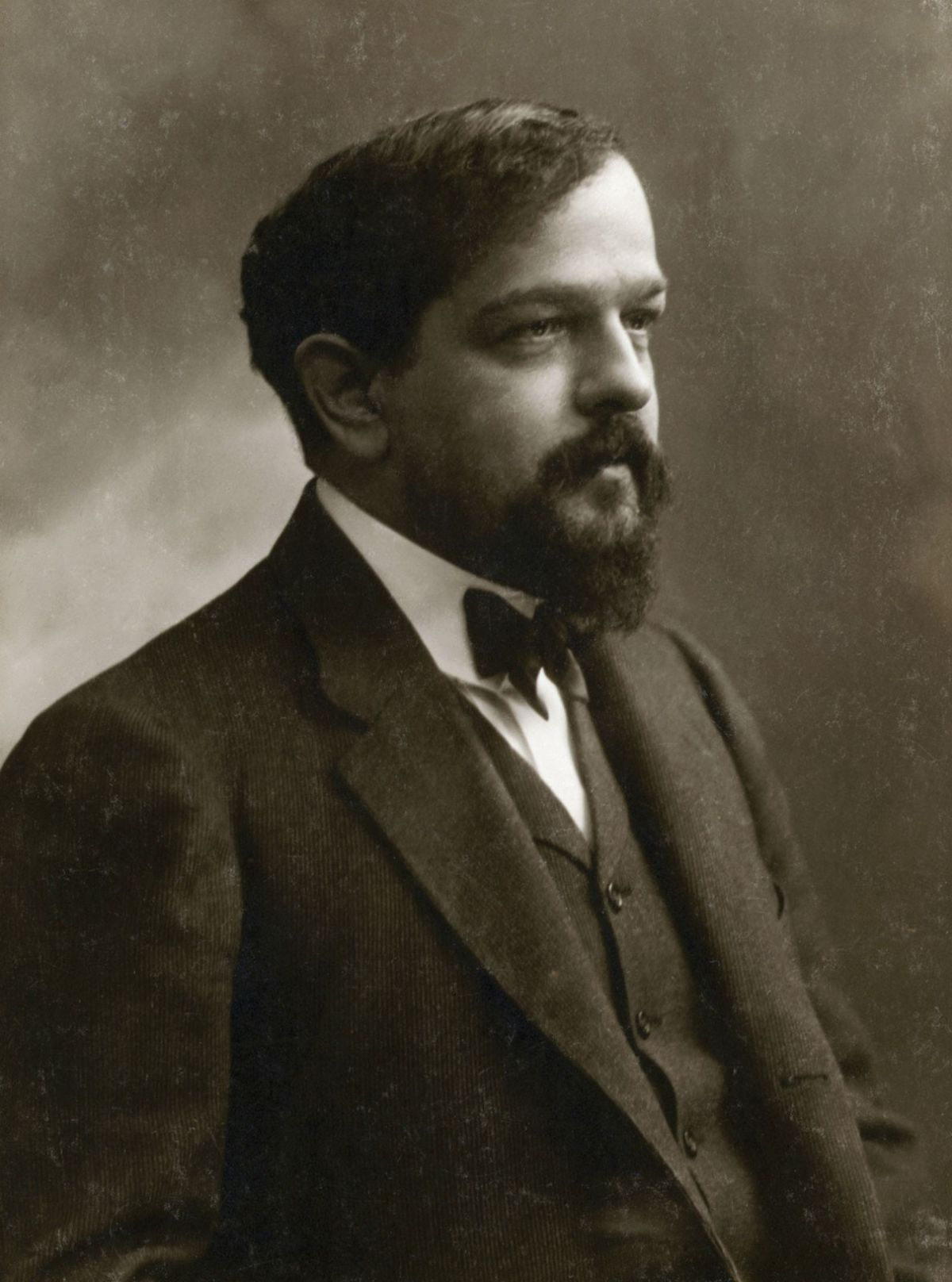
کلود دبوسی، مصنف اثر در سال ۱۹۰۷

پلئاس و ملیزاند (انگلیسی: Pelléas et Mélisande) اپرایی است در پنج پرده به آهنگسازی کلود دبوسی. این اثر برگرفته از نمایش‌نامه‌ای است با عنوان پلئاس و ملیزاند اثر موریس مترلینک. سالن ساله فاوارت در پاریس، مکان نخستین اجرای این اثر هنری است. در نخستین اجرای اثر در ۳۰ آوریل ۱۹۰۲، ژان پریر به نقش پلئاس و ماری گاردن به نقش ملیزاند ظاهر شد.
زینب مشتاقی در مقاله‌ای به بررسی تطبیقی شاهنامه فردوسی با حماسه پلئاس و ملیزاند اثر موریس مترلینگ پرداخته است.

## نگارخانه

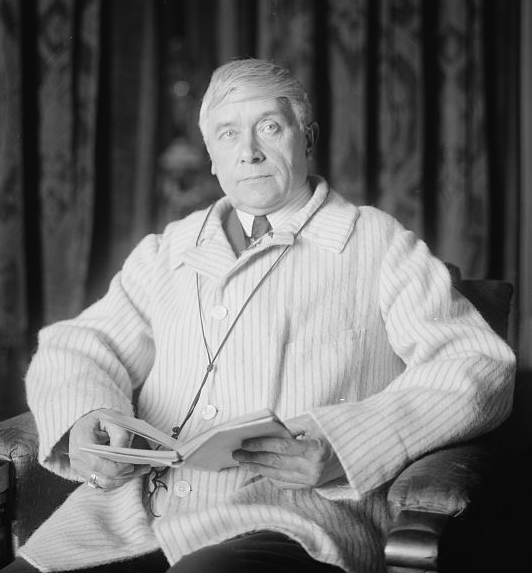
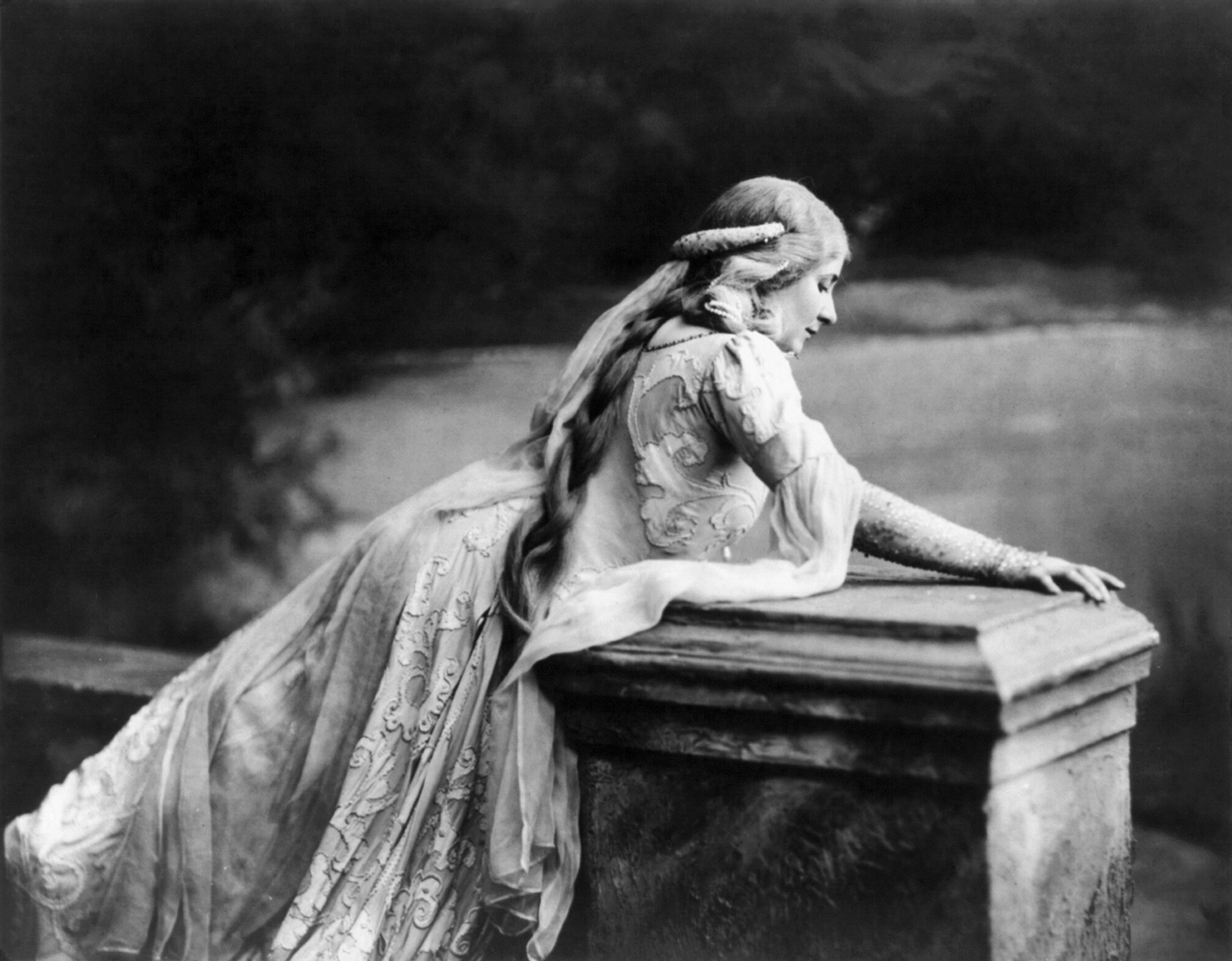
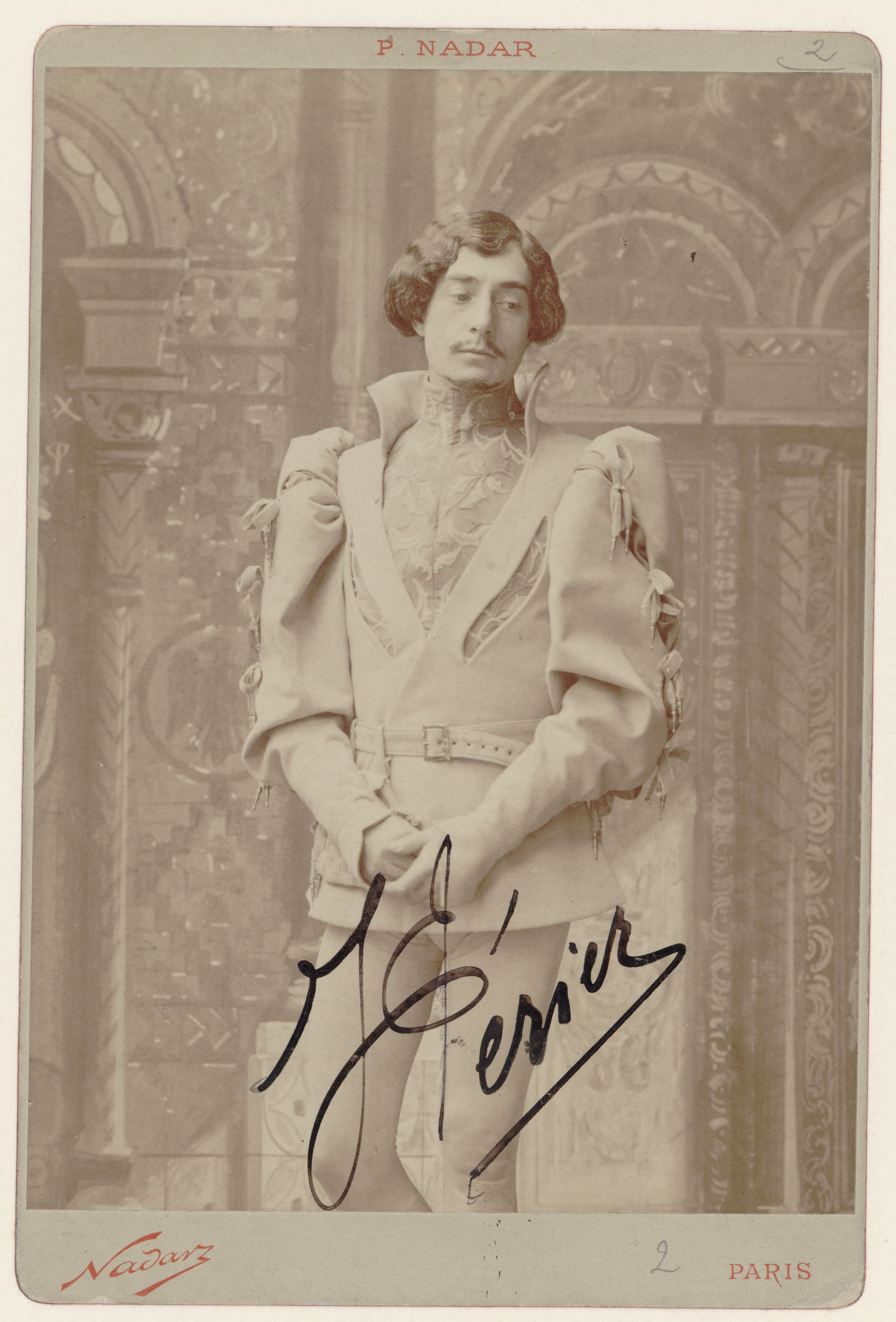
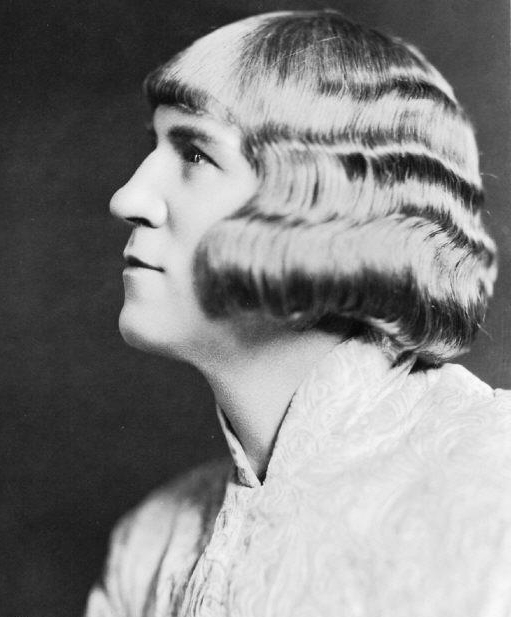
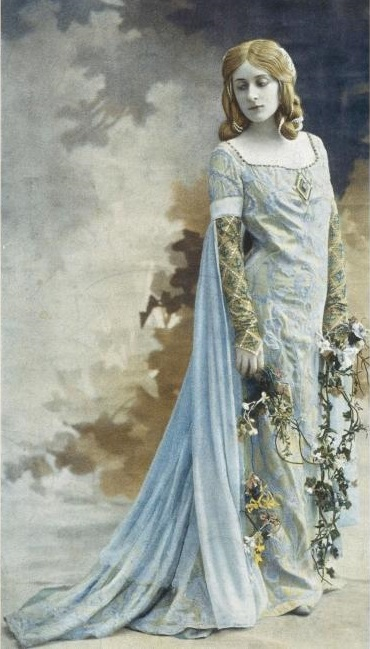
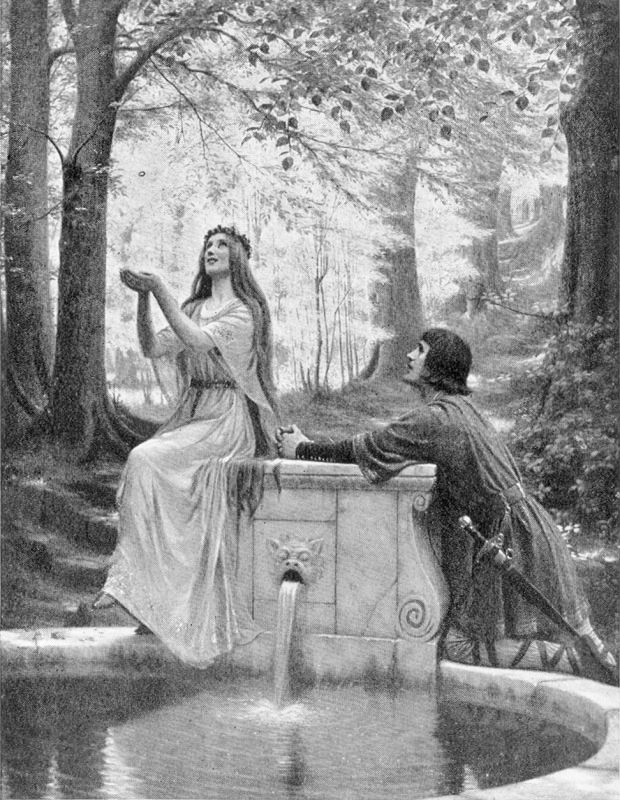
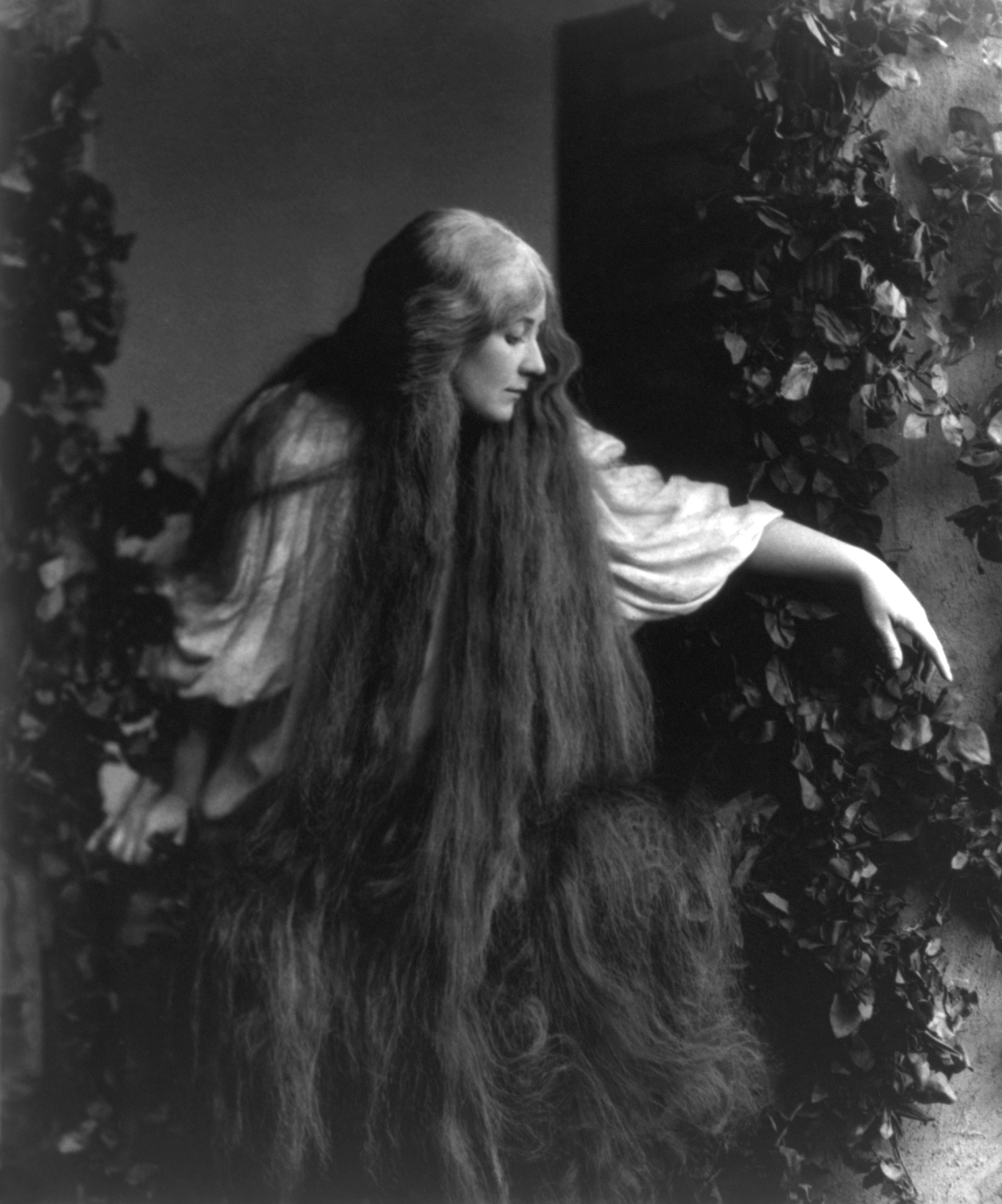